# Инесинe љубави
Инесине љубави (шп. Los amores de la Inés) је сарсуела у једном чину и две сцене коју је компоновао шпански композитор Мануел де Фаља у сарадњи са Амадеом Вивесом. Либрето је написао Емилио Дуги (Мануел Осорио и Бертранд), а музика је организована у један прелудијум и пет музичких деоница.
Сарсуела је премијерно изведена у мадридском Театру Комико 12. априла 1902. Једина је од пет Фаљиних сарсуела које су постављене на сцену.

## Лица
- Инес, сопран.
- Лукас, тенор.
- Хуан, баритон.
- Фелипа, говор.
- Фатигас, говор.
- Рата Сабија, говор.
- Ла Бласа, говор.
- Морено, говор.
- Арања, говор.
- Пески, говор.